# Saint-Aignan-sur-Roë
Saint-Aignan-sur-Roë é uma comuna francesa na região administrativa do País do Loire, no departamento de Mayenne. Estende-se por uma área de 18.19 km². Em 2010 a comuna tinha 918 habitantes (densidade: 50,5 hab./km²).